# Walter Bird (cầu thủ bóng đá)
Walter Smith Bird (12 tháng 7 năm 1891 – 2 tháng 3 năm 1965) là một cầu thủ bóng đá người Anh thi đấu ở vị trí tiền đạo tầm xa.